# Campionatul Mondial de Fotbal Feminin
Campionatul Mondial de Fotbal Feminin este recunoscută ca fiind cea mai importantă competiție internațională în fotbal pentru femei și este jucat de femei în rândul echipelor de fotbal naționale ale statelor membre ale FIFA, la nivel mondial sportului organismului de conducere. Atacată la fiecare patru ani, World's Cup Women primul turneu, numit World Women's Championship, a avut loc în 1991, șaizeci și unu de ani după prima bărbați FIFA World Cup turneu în 1930. Formatul curent a șaisprezece echipe concurente la fiecare patru ani pentru trofeu castigatorului.

## Istorie
Turneul a fost inițial ideea de pe atunci președintele FIFA João Havelange. Turneul inaugural a fost găzduit în China, în 1991, cu douăsprezece echipe trimise pentru a reprezenta țările lor. Campionatul Mondial din 1995 a avut loc în Suedia, cu douăsprezece echipe. Peste 660.000 de spectatori au participat la Campionatul Mondial din 1999 în Statele Unite, și aproximativ un miliard de telespectatori din țările șaptezeci reglate în lupta sa ma uit la șaisprezece țări pentru titlu. Statele Unite și Germania, au câștigat campionatul de două ori, și Norvegia o singură dată. Germania este de doua ori apărarea campion. 
În ediția 1999, unul din momentele cele mai faimoase ale turneului a fost celebrare apărător american Brandi Chastain lui victorie după scoring Cupa câștigătoare-shot sancțiune împotriva Chinei. Ea a luat off Jersey ei și fluturat-o peste cap (ca și bărbații fac frecvent), care arată torsul ei musculare si sutien de sport ca ea a sărbătorit. 1999 final în Rose Bowl din Pasadena, California, a avut o prezență de 90,185, un record mondial pentru un eveniment sportiv pentru femei. 
1999 și 2003 Campionatul Mondial de cupe s-au avut loc atât în Statele Unite, în 2003, China a fost trebuia să-gazdă, dar turneul a fost mutat din cauza epidemiei SARS. De compensare Astfel, China păstrat calificarea sa automată la turneul final pentru anul 2003 ca națiune-gazdă și a fost ales în mod automat pentru a gazdui Mondiale din 2007 FIFA Women's Cup. Germania va găzdui Mondial din 2011 FIFA Women's Cup, după cum a decis prin vot, în octombrie 2007. Evenimentul 2015 este în curs de litigiu între Canada și Chile.
La Cupa Mondială din 2007 în China, căpitanul american Kristine Lilly a concurat în al cincilea ei Cupa Mondială, făcând-o singura femeie si unul dintre cei trei jucători din istorie pentru a apărea în cinci Cupele Mondiale.

## Format
Participanții califice prin fotbal confederații regionale din Oceania (OFC), Europa (UEFA), America de Nord, America Centrală și Caraibe (CONCACAF), America de Sud (CONMEBOL), Asia (AFC) și Africa (CAF). 
Concursul are loc pe parcursul a trei săptămâni. În grupul etapa, 16 echipe însămânțate în patru grupe (A, B, C si D) concureze între ele într-o rundă-turneu Robin. După Germania trounced Argentina 11-0 în jocul de deschidere a Cupei Mondiale din 2007, președintele FIFA Sepp Blatter admis că unilateral meci a fost „nu e bun pentru jocul” și a fost ceva care FIFA ar lua în considerare pentru a decide dacă sau nu să se extindă faza de grup de la 24 de echipe.
În faza de knock-out, primele două echipe din fiecare grup la sferturile de finala, cu o singură turneu de eliminare, în care joacă echipe reciproc, într-o singură-off meciuri, cu timpul suplimentar și a pedepsei cu schimburi de focuri folosite pentru a decide câștigătorul, dacă este necesar. Castigator al grupei A joacă locul doi din Grupa B, castigatoare a Grupa B joacă locul doi al grupei A etc.
Câștigătorii din cele patru jocuri sferturile de a trece la meciurile semifinal, care determină concurenti pentru joc campionat. Semifinalisti pierde concura pentru a determina locul al treilea.

## Câștigătoare și Finaliste
| Echipa Națională | Campioni                   | Finaliști |
| ---------------- | -------------------------- | --------- |
| Statele Unite    | 4 (1991, 1999, 2015, 2019) | 1 (2011)  |
| Germania         | 2 (2003, 2007)             | 1 (1995)  |
| Norvegia         | 1 (1995)                   | 1 (1991)  |
| Japonia          | 1 (2011)                   | 1 (2015)  |
| Spania           | 1 (2023)                   | –         |
| China            | –                          | 1 (1999)  |
| Suedia           | –                          | 1 (2003)  |
| Brazilia         | –                          | 1 (2007)  |
| Țările de Jos    | –                          | 1 (2019)  |
| Anglia           | –                          | 1 (2023)  |

## Clasament
| Turneu | 1st | 2nd | 3rd | 4th | Turneu | 1st | 2nd | 3rd | 4th | Turneu | 1st | 2nd | 3rd | 4th |

| 2027 |                            |          |                            |          | 2031 |                            |               |                            |                            | 2035 |                            |                            |          |           |
| 2015 | Statele Unite ale Americii | Japonia  | Anglia                     | Germania | 2019 | Statele Unite ale Americii | Țările de Jos | Suedia                     | Anglia                     | 2023 | Spania                     | Anglia                     | Suedia   | Australia |
| 2003 | Germania                   | Suedia   | Statele Unite ale Americii | Canada   | 2007 | Germania                   | Brazilia      | Statele Unite ale Americii | Norvegia                   | 2011 | Japonia                    | Statele Unite ale Americii | Suedia   | Franța    |
| 1991 | Statele Unite ale Americii | Norvegia | Suedia                     | Germania | 1995 | Norvegia                   | Germania      | Statele Unite ale Americii | Republica Populară Chineză | 1999 | Statele Unite ale Americii | Republica Populară Chineză | Brazilia | Norvegia  |

## Top Medalii
| Locul | Naționala     |   |   |   | Locul 4 |   |
| ----- | ------------- | - | - | - | ------- | - |
| 1     | Statele Unite | 4 | 1 | 3 | –       | 8 |
| 2     | Germania      | 2 | 1 | – | 2       | 3 |
| 3     | Norvegia      | 1 | 1 | – | 2       | 2 |
| 4     | Japonia       | 1 | 1 | – | –       | 2 |
| 5     | Spania        | 1 | – | – | –       | 1 |
| 6     | Suedia        | – | 1 | 4 | –       | 5 |
| 7     | Anglia        | – | 1 | 1 | 1       | 2 |
| 8     | Brazilia      | – | 1 | 1 | –       | 2 |
| 9     | China         | – | 1 | – | 1       | 1 |
| 10    | Țările de Jos | – | 1 | – | –       | 1 |
| 11    | Australia     | – | – | – | 1       | – |
| 12    | Canada        | – | – | – | 1       | – |
| 13    | Franța        | – | – | – | 1       | – |

## Premii

### Balonul de Aur
| Campionatul Mondial | Premiul Balonul de Aur |
| ------------------- | ---------------------- |
| China 1991          | Carin Jennings         |
| Suedia 1995         | Hege Riise             |
| SUA 1999            | Sun Wen                |
| SUA 2003            | Birgit Prinz           |
| China 2007          | Marta                  |
| Germania 2011       | Homare Sawa            |

### Gheata de Aur
| Campionatul Mondial | Gheata de Aur       | Goluri |
| ------------------- | ------------------- | ------ |
| China 1991          | Michelle Akers      | 10     |
| Suedia 1995         | Ann-Kristin Aarønes | 6      |
| SUA 1999            | Sissi Sun Wen       | 7      |
| SUA 2003            | Birgit Prinz        | 7      |
| China 2007          | Marta               | 7      |
| Germania 2011       | Homare Sawa         | 5      |

### Premiul FIFA Fair Play
| Campionatul Mondial | Fair Play |
| ------------------- | --------- |
| China 1991          | Germania  |
| Suedia 1995         | Suedia    |
| SUA 1999            | China     |
| SUA 2003            | China     |
| China 2007          | Norvegia  |

## Recorduri și statistici

### Marcatori
14 goluri
- Birgit Prinz

12 goluri
- Michelle Akers

11 goluri
- Sun Wen
- Bettina Wiegmann

10 goluri
- Ann Kristin Aarønes
- Marta
- Heidi Mohr

9 goluri
- Linda Medalen
- Hege Riise
- Abby Wambach

8 goluri
- Liu Ailing
- Mia Hamm
- Kristine Lilly
- Marianne Pettersen

7 goluri
- Tiffeny Milbrett
- Sissi

### Cele mai multe apariții
| Jucător          | Prezențe                  |
| ---------------- | ------------------------- |
| Kristine Lilly   | 5 (1991, 95, 99, 03, 07)  |
| Bente Nordby     | 5 (1991*, 95, 99, 03, 07) |
| Joy Fawcett      | 4 (1991, 95, 99, 03)      |
| Julie Foudy      | 4 (1991, 95, 99, 03)      |
| Mia Hamm         | 4 (1991, 95, 99, 03)      |
| Hege Riise       | 4 (1991, 95, 99, 03)      |
| Sun Wen          | 4 (1991, 95, 99, 03)      |
| Bettina Wiegmann | 4 (1991, 95, 99, 03)      |
| Formiga          | 4 (1995, 99, 03, 07)      |
| Katia            | 4 (1995, 99, 03, 07)      |
| Tânia            | 4 (1995, 99, 03, 07)      |
| Sandra Minnert   | 4 (1995, 99, 03, 07)      |
| Birgit Prinz     | 4 (1995, 99, 03, 07)      |
| Sandra Smisek    | 4 (1995, 99, 03, 07)      |
| Maureen Mmadu    | 4 (1995, 99, 03, 07)      |
| Andrea Neil      | 4 (1995, 99, 03, 07)      |
| Cheryl Salisbury | 4 (1995, 99, 03, 07)      |
| Homare Sawa      | 4 (1995, 99, 03, 07)      |
| Briana Scurry    | 4 (1995, 99, 03, 07)      |

*Nu a jucat, dar a făcut parte din lot.